# Henry Jackman
Henry Pryce Jackman (Hillingdon, 30 de julho de 1974) é um compositor, maestro, arranjador, pianista e musicista britânico. Como reconhecimento, recebeu indicação ao BAFTA 2014.